# 다닐루 다 크루스 올리베이라
다닐루 다 크루스 올리베이라(포르투갈어: Danilo da Cruz Oliveira, 1979년 2월 25일 ~ )는 브라질 출신의 축구 선수이다.
2004년 대구 FC에 입단하여 2004 시즌 한 시즌 동안 활약하였다. K리그에서 등록명은 다닐요를 사용하였다